# Erich Raeder
Erich Johann Albert Raeder (Wandsbek, 24 aprile 1876 – Kiel, 6 novembre 1960) è stato un ammiraglio tedesco.
Tra i principali ufficiali della Kaiserliche Marine, fu nominato Oberbefehlshaber der Marine da Paul von Hindenburg nel 1928 e sotto il cancellierato di Adolf Hitler guidò la riforma della marina militare tedesca che portò alla nascita della Kriegsmarine nel 1935, di cui rimase a capo fino al 1943. Durante la seconda guerra mondiale propose e organizzò la spedizione per la conquista della Norvegia, mostrandosi tuttavia più cauto in merito ad uno sbarco sulle coste inglesi, dissuadendo lo stesso Führer dall'intento. Condannato come criminale di guerra all'ergastolo durante il processo di Norimberga, fu graziato nel 1955 per motivi di salute e morì cinque anni dopo; oggi riposa nel cimitero Nord di Kiel.

## Biografia

### Primi anni
Nacque in una famiglia protestante del ceto medio a Wandsbek (oggi quartiere di Amburgo) nella provincia dello Schleswig-Holstein. Il padre, Hans Raeder, era un insegnante di scuola secondaria che divenne preside di un istituto a Grünberg in Schlesien (oggi parte della Polonia), dove il giovane Erich concluse il ciclo di studi fino all'abitur nel 1894.

### Carriera militare

#### Gli inizi nella marina imperiale

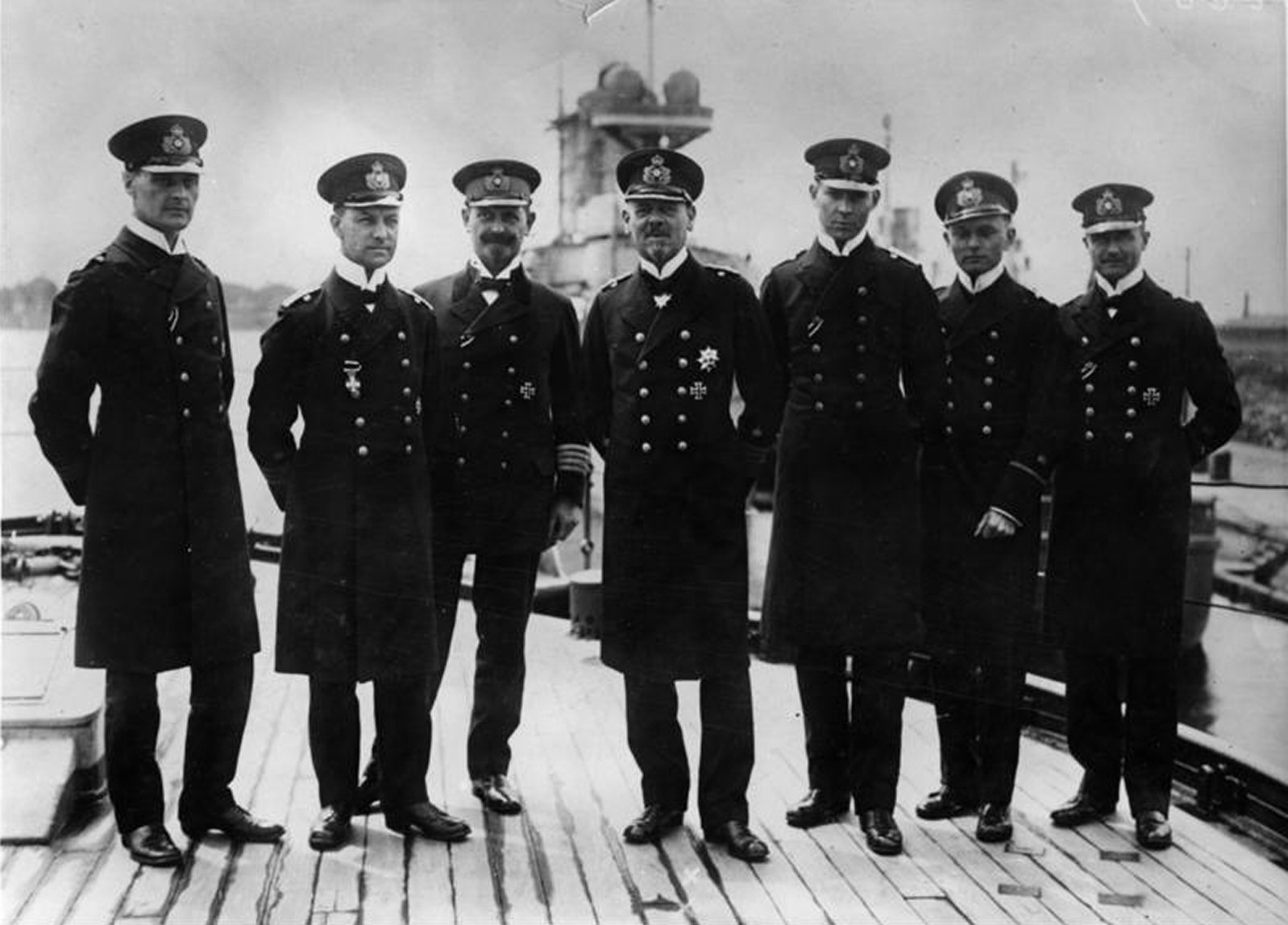
Raeder (secondo da sinistra) nello staff del viceammiraglio Franz von Hipper (al centro) nel 1916

Subito dopo il diploma si arruolò nella marina militare imperiale, la Kaiserliche Marine, come guardiamarina e, dopo aver superato con lode l'esame per diventare ufficiale di marina, fu promosso nel 1897 al grado di unterleutnant zur see. Dopo aver prestato servizio su diversi incrociatori fu promosso nel 1900 al grado di Oberleutnant zur See, a cui seguirono diversi comandi a terra e per mare e un soggiorno tra il 1903 e il 1905 presso l'Accademia navale di Kiel. Nominato Kapitänleutnant nel marzo 1905 fu trasferito al Reichsmarineamt, successore del Ministero della marina, per poi prestare servizio come ufficiale di navigazione sull'incrociatore corazzato SMS Yorck e sul panfilo imperiale SMY Hohenzollern. Nel corso dell'ultimo incarico, nel 1911, fu promosso a Korvettenkapitän.
Terminato l'incarico sull'Hohenzollern fu nominato ersten Admiralstabsoffizier e si adoperò come scrittore e traduttore di opere militari; in questo periodo tradusse e analizzò gli scritti del contrammiraglio francese René Daveluy, esponente della Jeune École.

#### La prima guerra mondiale e il primo dopoguerra
Durante la prima guerra mondiale entrò a far parte dello staff del viceammiraglio Franz von Hipper, al fianco del quale prese parte alla battaglia di Dogger Bank del 1915 e a quella dello Jutland del 1916. Due anni dopo, nel 1918, ottenne brevemente il comando dell'incrociatore Cöln fino al termine delle ostilità.

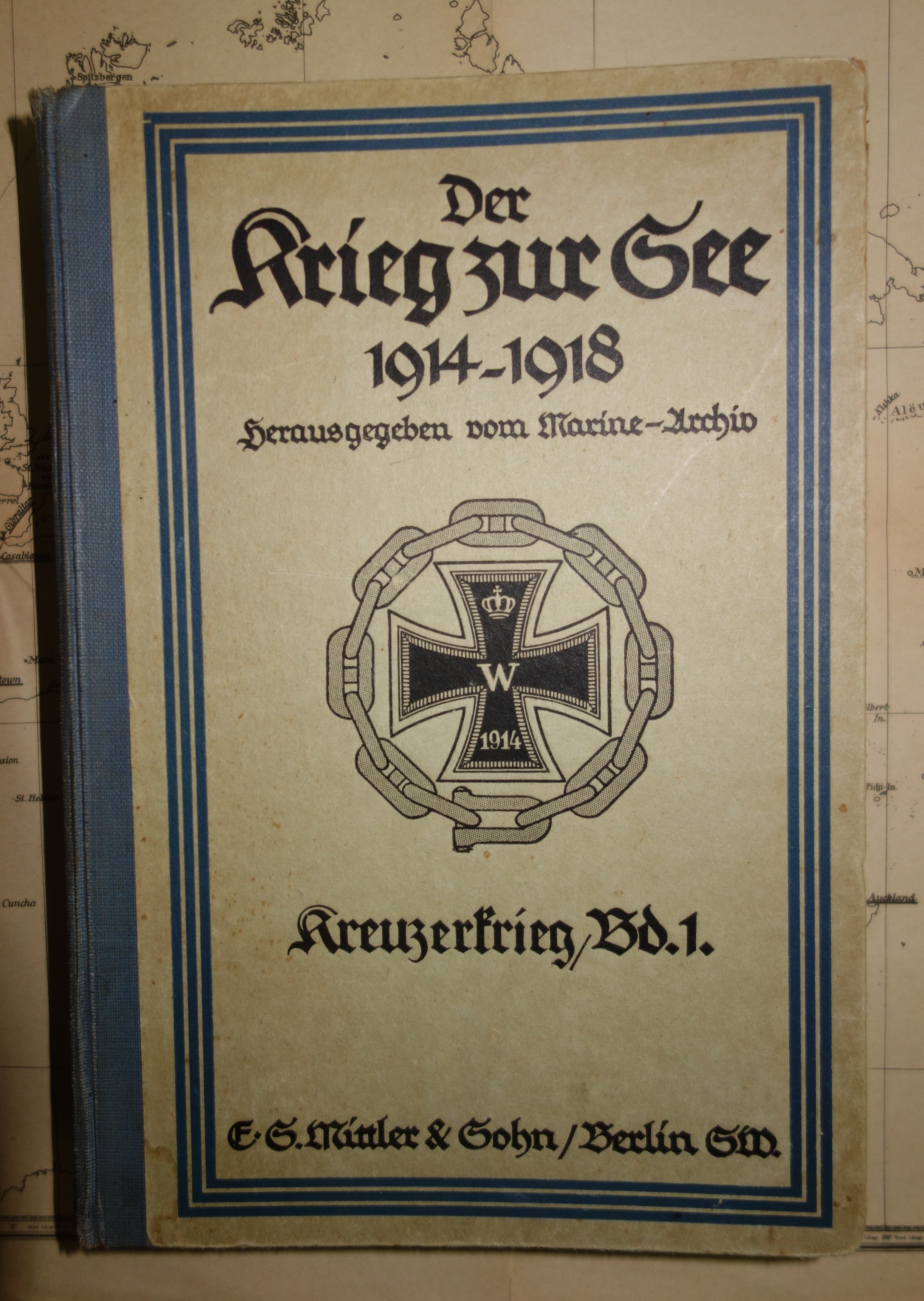
La copertina del primo volume di Kreuzerkrieg in ausländischen Gewässern

Dopo il conflitto divenne dirigente del Reichsmarineamt fino al putsch di Kapp del 1920. Sebbene Raeder sostenne di esser rimasto fedele alla Repubblica di Weimar fu relegato in una posizione meno influente negli archivi della marina militare, probabilmente anche a causa dei suoi stretti rapporti con il capo dell'ammiragliato della Reichsmarine Adolf von Trotha, coinvolto nel tentato colpo di Stato. Negli archivi della marina finì sotto la supervisione di Eberhard von Mantey, incaricato nel 1921 di redigere una pubblicazione sulle operazioni delle forze navali nella prima guerra mondiale. Von Mantey commissionò a Raeder la stesura di un rapporto sulle operazioni della Ostasiengeschwader, la squadra della marina imperiale impiegata nel Pacifico e nell'Atlantico meridionale. Durante i suoi studi Raeder maturò la convinzione che l'impoverimento della flotta tedesca nel mare del Nord avesse portato alla sconfitta nella battaglia delle Falkland. I due volumi da lui redatti di Kreuzerkrieg in ausländischen Gewässern furono pubblicati nel 1922 da E.S. Mittler & Sohn e gli valsero un dottorato onorario dall'Università di Kiel. Continuò la sua ascesa gerarchica nella marina militare: fu nominato konteradmiral nel 1922 e vizeadmiral nel 1925, ottenendo con tale carica il comando del dipartimento del mar Baltico. Nel 1928 fu promosso al grado di ammiraglio e dopo l'affare Lohmann fu nominato Oberbefehlshaber der Reichsmarine in sostituzione di Hans Zenker. Nonostante non avesse simpatia per il partito nazista, appoggiò il tentativo di Adolf Hitler di riorganizzare ed espandere la marina militare tedesca oltre i limiti imposti dal trattato di Versailles. Nel 1936 fu promosso al rango di generaladmiral.

#### La seconda guerra mondiale
Nel suo sforzo di ricostruire l'armata navale tedesca si scontrò con il Ministro per l'aviazione Hermann Göring, a sua volta impegnato nella riorganizzazione della Luftwaffe. Ciononostante fu promosso großadmiral nel 1939 e poco dopo suggerì l'operazione Weserübung, che portò all'invasione della Danimarca e della Norvegia per garantire la protezione delle zone portuali, poste al di fuori della portata aerea della Royal Air Force britannica, e per fornire uscite dirette sul mare del Nord. Queste operazioni terminarono con successo, anche se con pesanti perdite. I tedeschi subentrarono negli impianti di acqua pesante in Norvegia, essenziali per la costruzione di una bomba atomica.

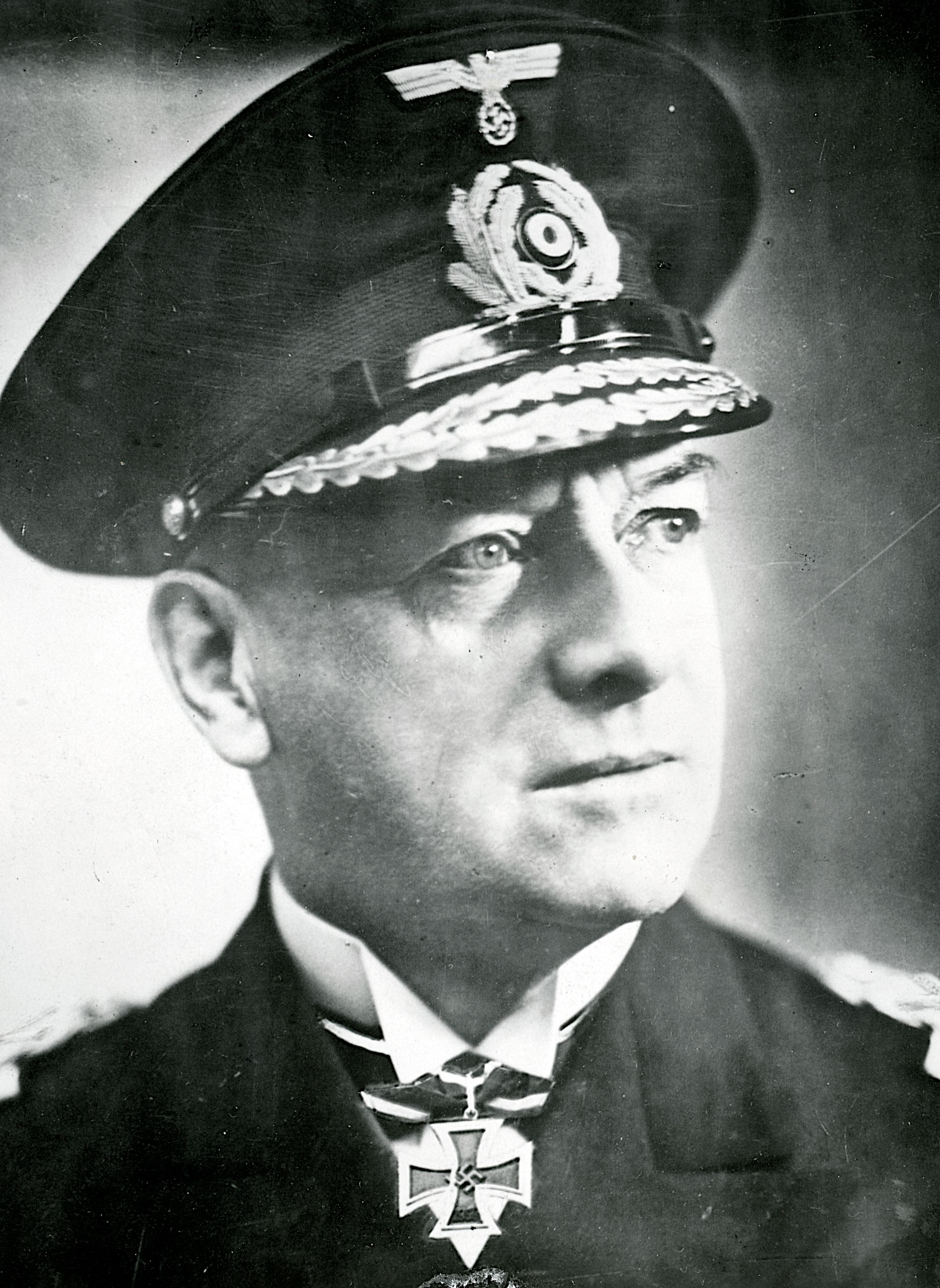
Erich Raeder

Raeder mostrò minore audacia nel sostenere l'operazione Leone marino, per la conquista delle isole britanniche. Egli riteneva che la guerra in mare potesse avere molto più successo con un approccio strategico indiretto, con un incremento del numero degli U-Boot e con l'ausilio di piccole navi: tutto ciò in aggiunta ad un intervento strategico nel teatro del mar Mediterraneo, considerato dall'ammiraglio il vero snodo strategico della superiorità marittima britannica, a cui abbinare una forte presenza tedesca nel teatro di guerra del Nordafrica. Fu inoltre un fervente sostenitore della conquista di Malta, considerata decisiva per supportare un'eventuale spinta verso il Medio Oriente. Inoltre nutriva dubbi sulla superiorità aerea tedesca nella Manica e conosceva le carenze dell'armata navale. La superiorità aerea era essenziale per respingere l'attacco devastante che la Royal Air Force avrebbe verosimilmente condotto per contrastare l'invasione tedesca.
Le richieste non furono soddisfatte: l'invasione fu temporaneamente rimandata per poi essere definitivamente abbandonata dopo il fallimento subìto dalla Luftwaffe nella battaglia d'Inghilterra. La macchina da guerra tedesca optò allora per l'operazione Barbarossa, ossia l'invasione dell'Unione Sovietica, alla quale Raeder nuovamente si oppose.
Mentre la flotta di superficie riportava una serie di sconfitte, culminate nella battaglia del mare di Barents, la flotta degli U-Boot comandata da Karl Dönitz otteneva maggiori successi. Anche per questo, nel gennaio 1943, Raeder fu retrocesso al rango puramente onorifico di ammiraglio ispettore e Dönitz, indicato dallo stesso Raeder come uno dei suoi possibili successori alla carica di Comandante in Capo, gli subentrò il 30 gennaio 1943. Dopo pochi mesi, nel maggio 1943, Raeder diede le dimissioni (anche a causa dei ripetuti contrasti con Hitler in merito alla conduzione delle operazioni nell'Atlantico) e si ritirò, allontanandosi dalla vita militare.

### Il processo di Norimberga
Arrestato dai russi nella sua casa di Berlino il 23 giugno 1945, fu condotto agli arresti in una villa nelle vicinanze di Mosca e consegnato al comando anglo-americano a fine luglio, per partecipare come imputato al processo di Norimberga. Fu riconosciuto colpevole per tre capi d'accusa su quattro:
1. cospirazione contro la pace;
2. attentati contro la pace ed atti di aggressione;
3. crimini di guerra e violazioni delle convenzioni dell'Aja e di Ginevra.

In particolare, fu accusato di aver deliberatamente fornito una versione fasulla dell'azione tedesca che fu all'origine dell'affondamento del piroscafo SS Athenia nel 1939, silurato ad opera degli U-Boot. Con una sentenza spesso criticata, il 1º ottobre 1946 Raeder fu condannato all'ergastolo, nonostante avesse espresso alla corte il desiderio che la pena fosse commutata in impiccagione. Dopo circa nove anni di reclusione, a causa del peggioramento delle sue condizioni di salute, ottenne la grazia ed il 26 settembre 1955 poté lasciare il carcere di Spandau. Morì a Kiel cinque anni più tardi, all'età di 84 anni e fu sepolto nel cimitero Nord di Kiel.

## Riferimenti nella cultura di massa
- Raeder apparve sulla copertina di Time magazine nell'aprile del 1942, ritratto davanti ad una svastica con i bracci insanguinati, come simbolo della guerra dei convogli allora in corso nell'Atlantico fra la Germania nazista e gli Alleati[9].

## Opere
- Erich Raeder. La guerra degli incrociatori nelle acque straniere. Tre volumi, Roma: Provveditorato generale dello Stato, 1927-1938
- Erich Raeder. Mein Leben. Due volumi, Tubingen: F. Schlichtemmayer, 1956-1957
- Erich Raeder. Grand Admiral. Da Capo Press, 2001, ISBN 0-306-80962-1
- Erich Raeder. Struggle for the sea. London: William Kimber, 1959